# Ligne de tramway 535
La ligne 535 est une ancienne ligne de tramway reliant Noville-Taviers à Ambresin, également appelée Ligne Zaman ou Petit train Zaman. Elle est aussi connue comme ligne 526 selon son numéro administratif à la SNCV.  
La ligne Taviers - Boneffe - Ambresin (Wasseiges) est la première ligne privée d'intérêt local concédée par l'État belge au sénateur Joseph-Emmanuel Zaman (surnommé "le baron"), un industriel résidant au château de Wasseiges et ayant notamment construit sa fortune en fondant les carrières de Quenast, puis dans diverses activités telles que ou les « Établissements Agricoles d'Uccle », une magnanerie située à Forest, en région bruxelloise ou encore la Société Anonyme la Métallurgique (qui construisit du matériel ferroviaire et - pendant quelques années - des automobiles). 
Vers 1860, Joseph Zaman achète le château et la ferme de Wasseiges. En 1864, il fonde avec des partenaires de Tirlemont la sucrerie d'Ambresin. En 1877, ils obtiennent l'autorisation de construire une ligne de chemin de fer vicinal entre la sucrerie et la gare de Noville-Taviers.  
La ligne, démontée pendant la première guerre mondiale et arrivée à l'échéance de sa concession, fut ensuite concédée à la SNCV en 1923. Reconstruite à voie métrique, elle présentait une voie à écartement mixte entre Noville-Taviers et Boneffe afin de pouvoir tirer des wagons de betteraves à écartement normal jusqu'à la sucrerie sans transbordement. Elle avait le numéro de tableau horaire 535 dans l'indicateur des chemins de fer belges de 1933 et aurait également eu à un moment le numéro de tableau horaire ligne 143, parmi les numéros attribués aux lignes des chemins de fer de l'État. 
À noter que le baron Zaman envisageait de prolonger sa ligne jusqu'à la gare d'Avennes, sur la ligne Statte - Landen (ligne 127).

## Histoire

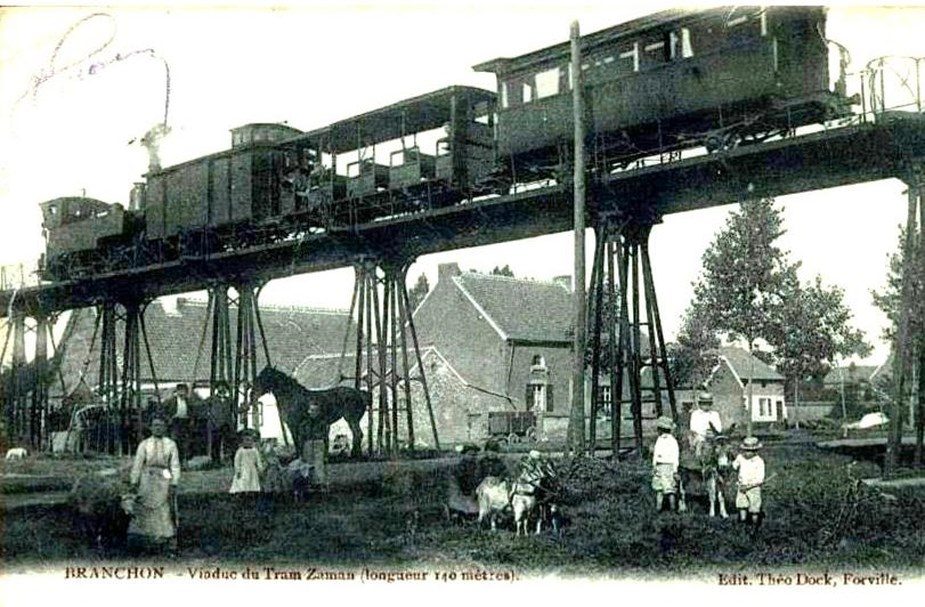
Le viaduc de Branchon

- Le viaduc de BranchonLe 27 mai 1864, le baron Zaman, associé avec des industriels tirlemontois, constituent « Zaman et Cie » afin de fabriquer du sucre à Ambresin.
- En 1871, cinq fermiers unissent leur capitaux pour fonder une sucrerie à Boneffe. Joseph Zaman participe également à l'aventure.
- Le 9 juillet 1875 parait la loi confiant à l'initiative privée la possibilité de mettre en œuvre un chemin de fer d'intérêt local ou vicinal. À l'époque, la sucrerie de Ambresin s'est développée grâce notamment au chemin de fer Namur - Tirlemont (ligne 142) qui ne desservait pas directement la sucrerie, ce qui nécessitait un transbordement des betteraves dans des chars à bœufs, ce qui était lent et coûteux.
- Le 1er juin 1878, le baron obtient donc en concession la construction et l'exploitation pour 40 ans d'une ligne de chemin de fer à voie étroite de 72 cm d'écartement entre la gare de Noville-Taviers et la sucrerie d'Ambresin via la sucrerie de Boneffe. L'État y adjoint l'obligation d'organiser un trafic de voyageurs.
- Le 1er septembre 1879, la ligne est inaugurée. Outre l'acheminement des betteraves, elle permet à la population des villages traversés d'écouler ses productions agricoles, voire d'aller travailler à Namur ou même dans le bassin de Charleroi.
- le 3 mai 1880, le Roi Léopold II inaugure le viaduc de Branchon.

Le baron Zaman est partisan du progrès technique et ses affaires prospèrent, grâce notamment à une machine à vapeur de Watt installée dès 1880 à la sucrerie d'Ambresin et conservée à la Maison de la métallurgie et de l'industrie de Liège.
- En 1884, un convoi déraille entre Boneffe et Branchon et cause la mort du machiniste. La voie avait été déformée par la chaleur.
- En 1888, une forte tempête couche un convoi sur son flanc, en ne faisant toutefois que quelques blessés.
- En 1892, le baron Zaman cède la sucrerie d'Ambresin à Achille Gilain, sucrier tirlemontois, mais la ligne garde le surnom de "tram Zaman".
- En 1917, l'occupant démonte la voie et réquisitionne le matériel roulant afin de la réutiliser à des fins plus prioritaires. Au terme du conflit, la concession expire et les compensations ne suffisent pas pour envisager une reconstruction sur capitaux privés.
- En 1920, la sucrerie de Hoegaarden rachète sa consœur de Boneffe. Quelques années plus tard, la production est relancée et la société fait reposer une voie métrique entre Noville et Boneffe, avec troisième file de rail pour l'utilisation de wagons à écartement standard.
- En 1923, la SNCV obtient une concession pour reposer une ligne à écartement métrique sur l'assiette, à l'exception notable du viaduc de Branchon démonté et remplacé par une section posée à même le sol. La ligne est inaugurée en 1925, date à partir de laquelle la sucrerie d'Ambresin fait l'objet d'une nouvelle phase d'extension.
- En 1945, la sucrerie de Boneffe est à nouveau fermée. La desserte régulière de la ligne prend fin, seuls quelques convois restent mis en route durant la saison betteravière.
- En 1956, ce trafic résiduel prend également fin, le transbordement à Noville-Taviers n'est plus concurrentiel par rapport au camion. La voie est progressivement déposée et en 1965, plus aucun rail ne subsiste.
- En 1974, les sucreries Tirlemontoises rachètent leur consœur d'Ambresin et la démantèlent.

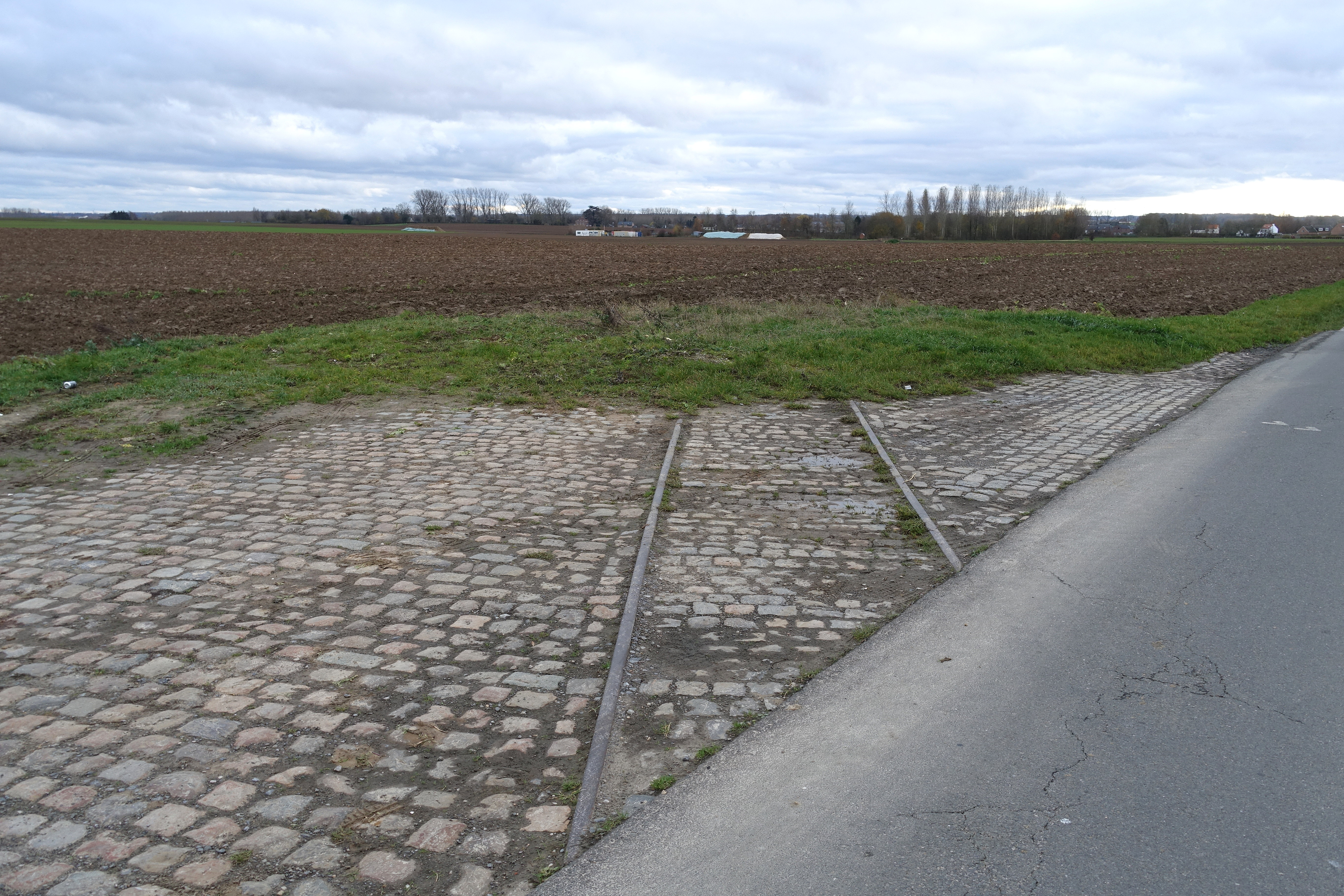
Vestiges de la liaison ferroviaire entre la sucrerie de Ramillies et Ligne Zaman

## Infrastructure

### Ouvrages d'art
À Branchon - seul village réellement traversé par la ligne, les autres ne sont que frôlés -  un viaduc métallique culminant à 5,5 m au-dessus du sol franchissait une légère dépression du terrain. Comme d'une part le vicinal est capable de s'affranchir de pentes plus prononcées que le "grand" chemin de fer, et d'autre part que l'on n'a pas saisi l'opportunité d'établir des déblais ou remblais, ce viaduc à l'utilité toute relative devait certainement être une coquetterie du baron. Une autre explication serait liée à une pratique agricole de l'époque : le bétail circulait librement dans les rues, et le viaduc permettait d'éviter des accidents, ainsi que les réticences des fermiers.

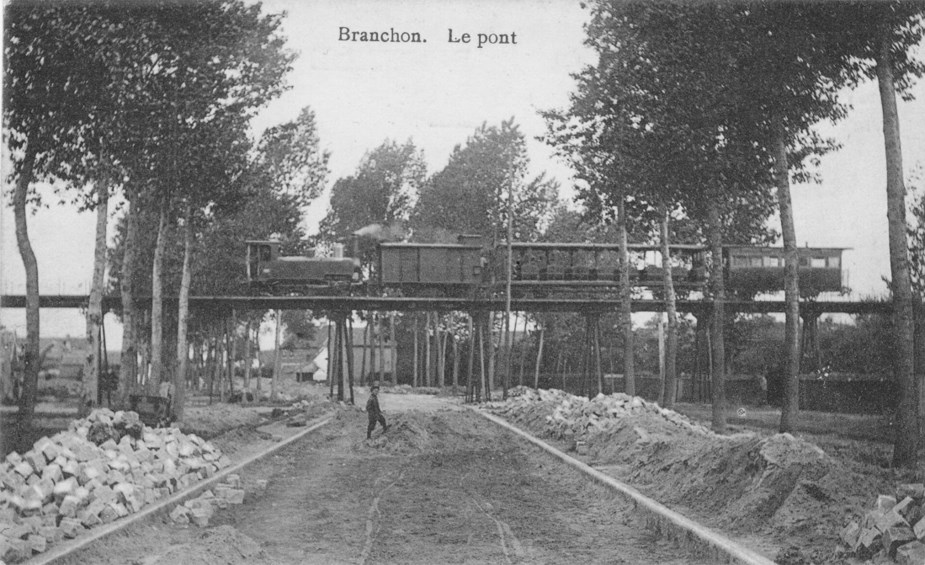
Le viaduc de Branchon
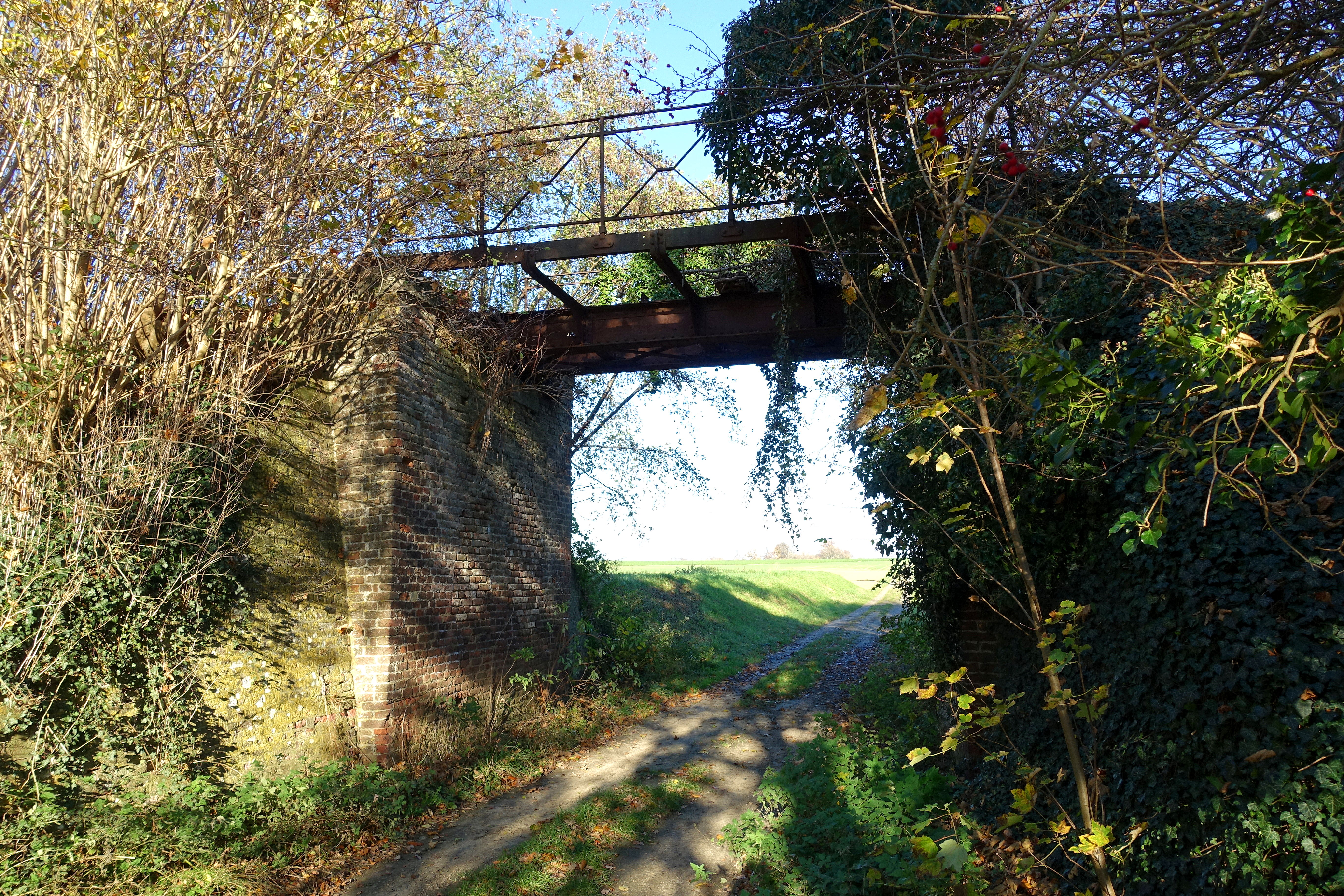
Ancien pont du train Zaman à Wasseiges

## Vestiges

### Utilisation
Actuellement, la ligne est déferrée. Certains tronçons ont été réintégrés aux parcelles agricoles adjacentes alors qu'un sentier et taillis attestent toujours du tracé en d'autres endroits.

### Les anciennes gares

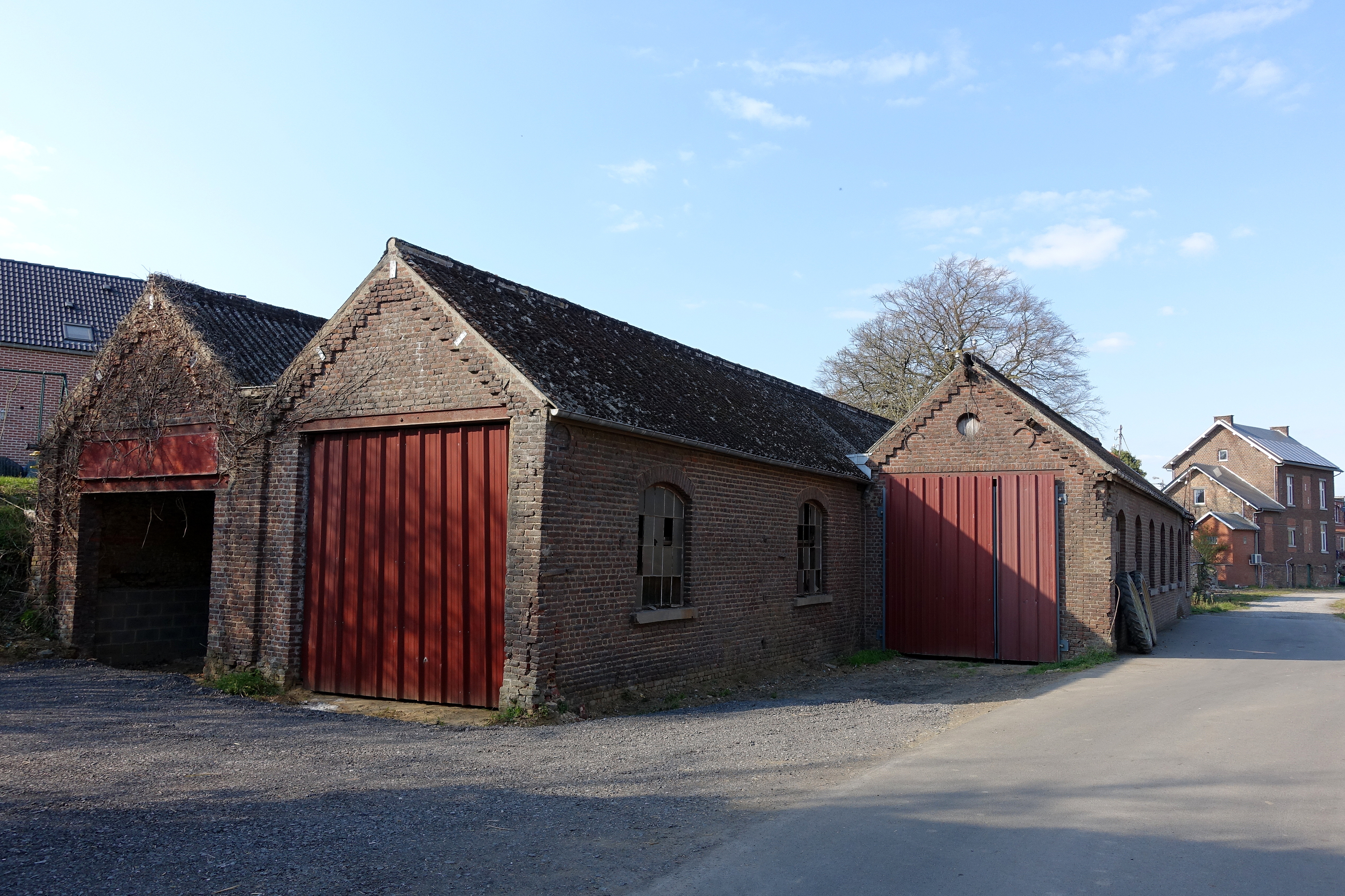
Anciens remises à Ambresin (une partie des bâtiments restants de l'ancienne sucrerie)

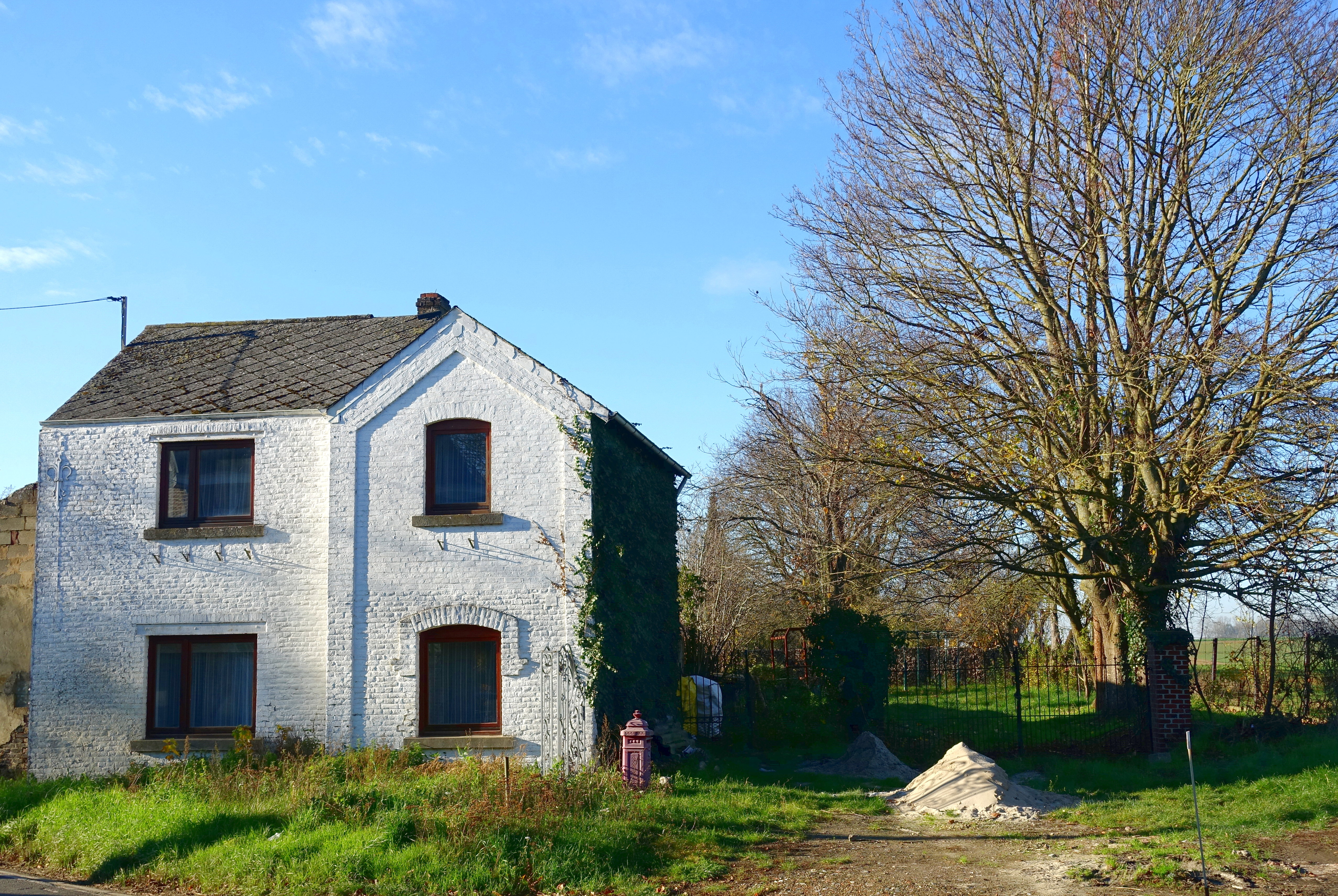
Gare d'Ambresin
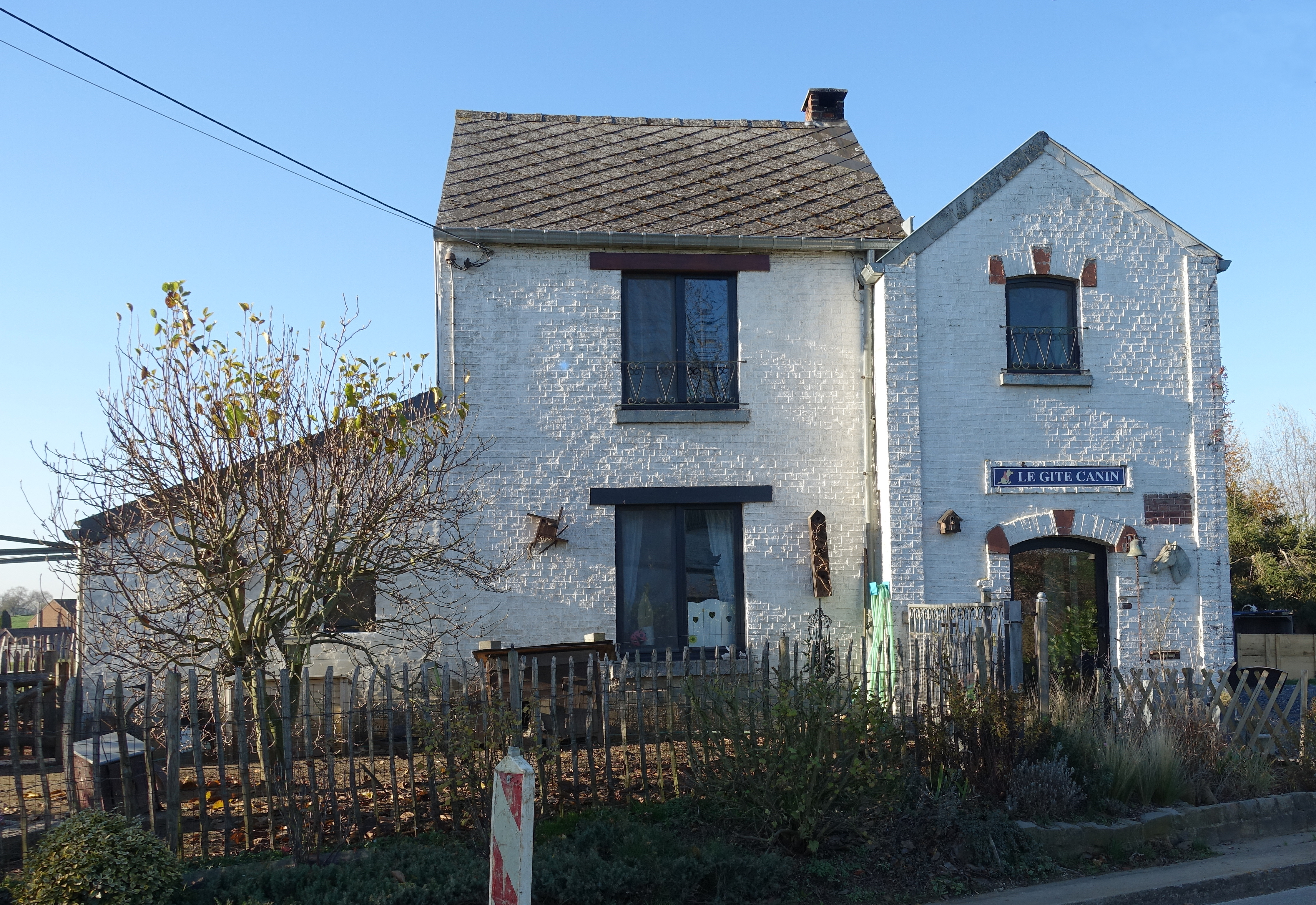
Gare de Wasseiges
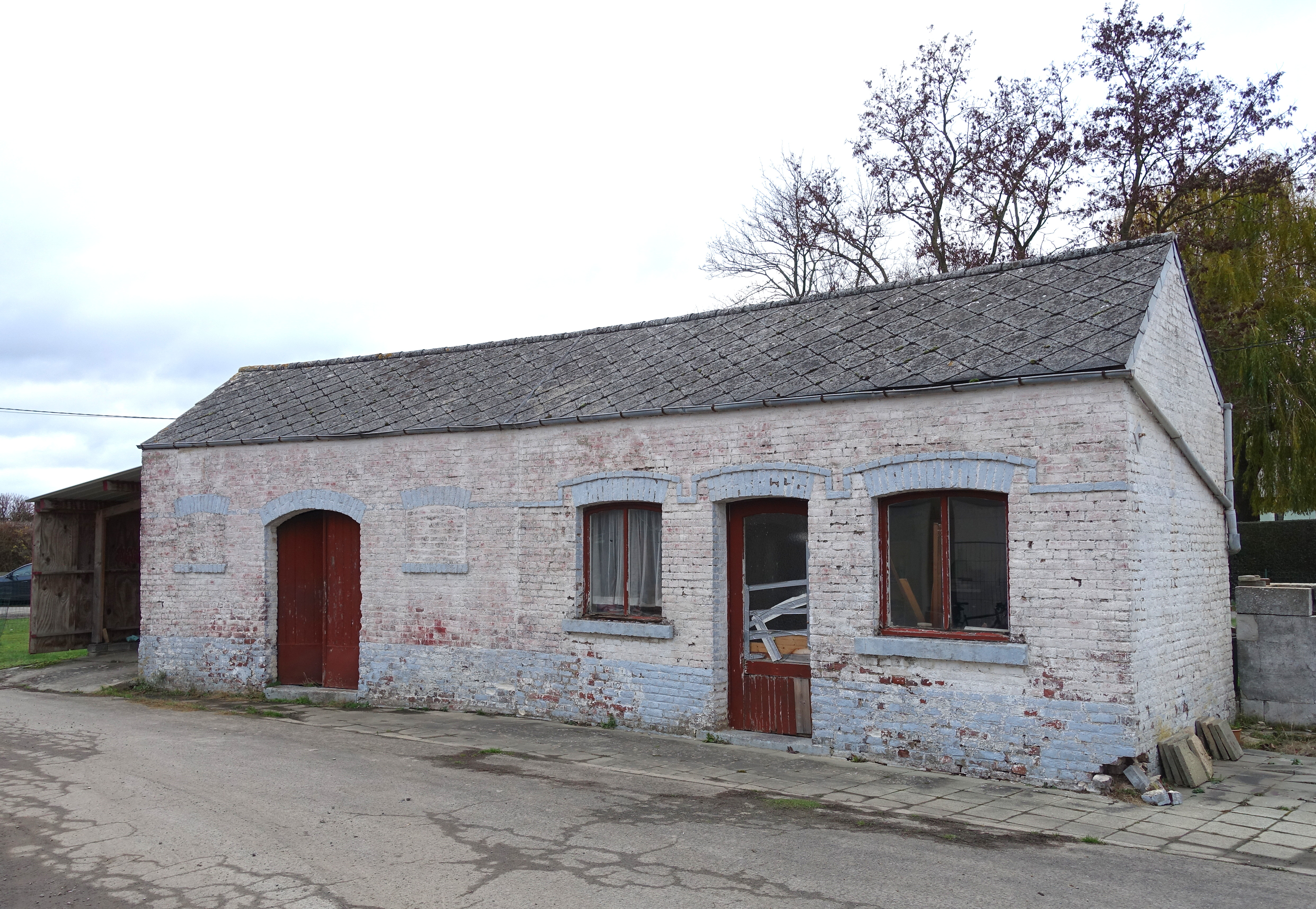
Gare de Branchon
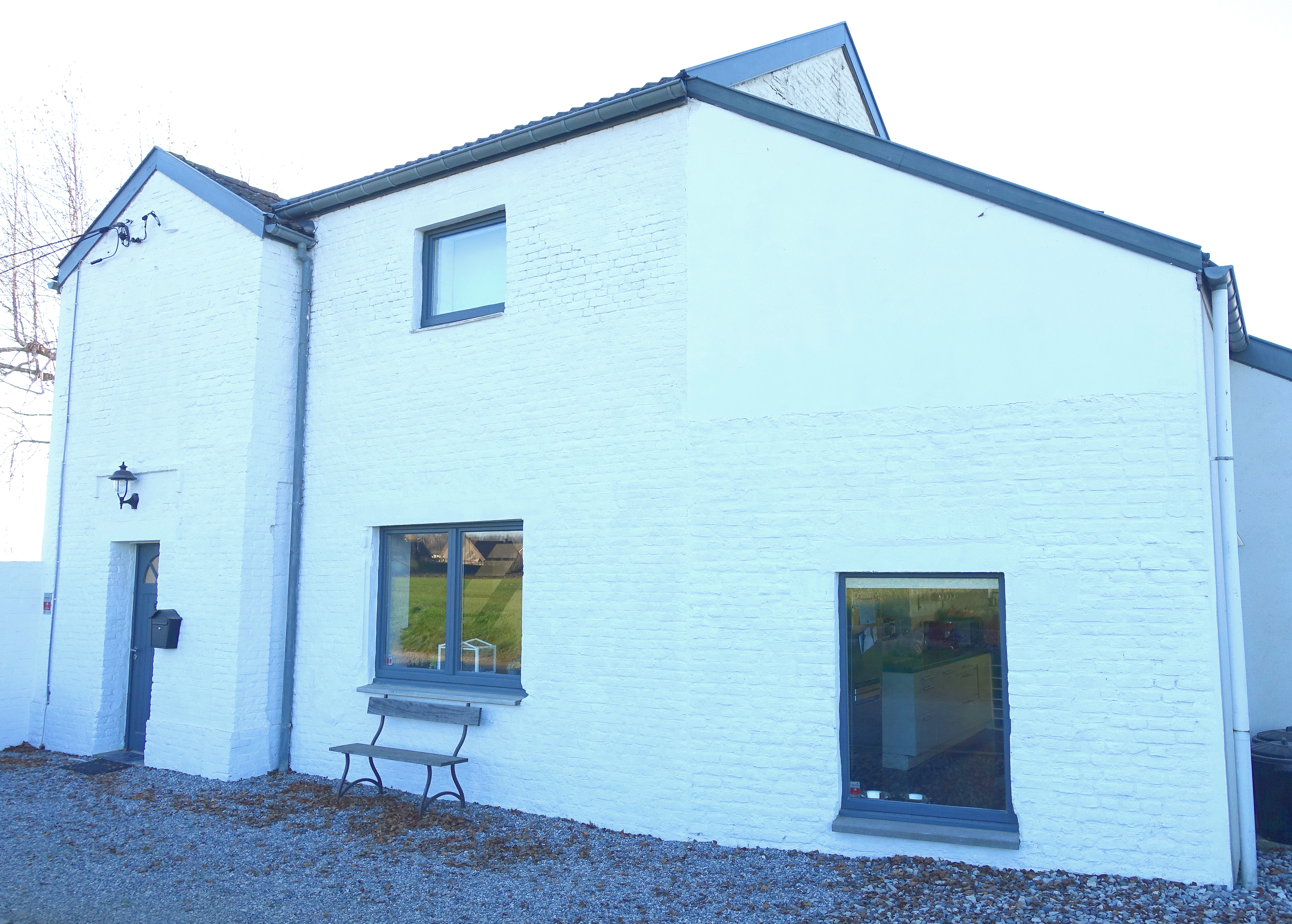
Gare de Boneffe

## Exploitation

### Horaires
Tableaux : 535 (1931).